# (31636) 1999 GB32
1999 GB32 (asteroide 31636) é um asteroide da cintura principal. Possui uma excentricidade de 0.13971400 e uma inclinação de 5.09214º.
Este asteroide foi descoberto no dia 7 de abril de 1999 por LINEAR em Socorro.